# Gunnhildr Sveinnsdóttir
Gunnhildr Sveinnsdóttir, también conocida como Guda o Gyda (tradicionalmente falleció en Gudhem, Vestrogotia, c. 1060) fue, según la tradición, reina consorte de Suecia como la esposa del rey Anund Jacobo, y luego reina consorte de Dinamarca como la segunda esposa del rey Svend II de Dinamarca. Sin embargo, las fuentes son tan imprecisas que varios historiadores modernos sostienen que existieron dos reinas del mismo nombre, de Suecia y Dinamarca respectivamente. Es a veces llamada Gude o Gyridje, pero esto es probablemente debido a una confusión con su supuesta hija, Gyda, que también fue conocida por el nombre de Gunnhildr.

## Primeros años
Según la saga Heimskringla de Snorri Sturluson (c. 1230) y la saga Knýtlinga (1250s), Gunnhildr fue hija del jarl noruego Sveinn Hákonarson y de Holmfrid de Suecia, hija (o hermana) del rey Olaf Skötkonung y hermana (o sobrina) del rey Emund el Viejo de Suecia. La hermana de Gunnhildr, Sigrid, se casó con Aslak Erlingsson, un hijo de Erling Skjalgsson en Jæren.

## Reina de Suecia
Sveinn Hákonarson gobernaba una parte de Noruega bajo el rey Olaf Skötkonung. En 1015 fue derrotado por el pretendiente Olaf Haraldsson y se vio obligado a huir a Suecia con su familia. A través de la crónica contemporánea de Adán de Bremen se sabe que una Gunnhildr contrajo matrimonio con el hijo y sucesor de Olaf Skötkonung, Anund Jacobo (1022-c. 1050) en una fecha desconocida. La información se encuentra en un escolio, el cual dice: "Gunnhildr, la viuda de Anund, no es la misma persona que Gyda, a quien Thora asesinó". El escolio se refiere a un pasaje en el texto principal de Adán que describe a Gunnhildr cuando residía en Suecia c. 1056, después de que su matrimonio con Svend II de Dinamarca acabara. Era común en la historia antigua identificar a las reinas sueca y danesa llamadas Gunnhildr como una sola persona. Esto ha sido negado por historiador Sture Bolin, quien, basándose en una interpretación del texto de Adán, les considera dos mujeres diferentes, la reina danesa siendo hija de Sveinn Hákonarson. Dos historiadores contemporáneos, Tore Nyberg y Carl Hallencreutz, han sugerido que Gunnhildr pudo haber estado casada con Anund Jacobo y luego con Svend II.
Las fuentes contemporáneas no mencionan descendencia de Gunnhildr y Anund Jacobo. Sin embargo, el cronista danés Saxo Grammaticus y los anales islandeses dicen que "el rey sueco", hablando de Anund Jacobo, tuvo una hija de nombre Gyda, a veces también llamada Guda o Gunnhildr. Es posible que Gyda fuera la hija de Anund con otra mujer, y que Gunnhildr haya sido su madrastra. Aun así, ambas son fuentes contemporáneas, y la información sobre el parentesco de Gyda puede haber sido una mala interpretación del texto de Adán de Bremen. Gyda fue, según Adán, casada con el rey Svend II de Dinamarca, quien había vivido en la corte sueca durante su exilio político de Dinamarca, aproximadamente en el año 1047. Sin embargo, ella murió envenenada por la concubina de Svend, Thora, en el año 1048/1049.

## Reina de Dinamarca
El rey Anund Jacobo murió c. 1050. Si las dos Gunnhildrs no eran realmente la misma persona, la reina viuda viajó a Dinamarca y contrajo matrimonio con el viudo de su hija o hijastra, su antiguo yerno Svend II. Según el Annales Lundensis, el matrimonio tomó lugar en el año 1052. Citando a Adán de Bremen, "Cuando las cosas fueron bien para él, pronto olvidó al rey celestial y trajo como su mujer a una pariente de Suecia. El arzobispo [de Hamburgo-Bremen] estuvo muy disgustado con esto." Tuvieron un hijo llamado Svend, pero el matrimonio no duró mucho tiempo; la iglesia lo consideró ilegal por consaguinidad —porque eran primos, o porque Svend había estado casado con la hija de Gunnhildr anteriormente— y fueron amenazados con la excomunión si no se separaban. Al principio Svend estaba furioso y amenazó con atacar el arquidiócesis de Bremen-Hamburgo, pero el arzobispo persistió en su demanda. Cuando finalmente el Papa León IX envió una petición por escrito, Svend cedió y se divorció de su reina. Gunnhildr fue obligada a regresar a Suecia en 1051/1052. Los matrimonios de ella y su hija con Svend también han sido confundidos el uno con el otro en la historia moderna

## Últimos años
Después de su divorcio involuntario, Gunnhildr regresó a sus propiedades en Suecia, quizás en Vestrogotia. Adán de Bremen la llamó Sanctissima y describió su hospitalidad hacia el obispo misionero Adelardo, quien había sido expulsado de un Thing por el rey Emund el Viejo. Adán dice que Adelardo fue escoltado hacia la residencia de la reina a través de terrenos montañosos por el pariente del rey, Stenkil, posiblemente desde el valle Mälaren hasta Vestrogotia. Ella dedicó su tiempo a la "hospitalidad y obras religiosas".
Nada más se sabe de Gunnhildr de fuentes contemporáneas. Según la poco fiable crónica del siglo XVI de Johannes Magnus, ella pasó sus últimos años de vida en penitencia por sus pecados y realizando obras religiosas. La crónica informa que Gunnhildr fundó un taller para confeccionar productos textiles y hábitos para uso clerical. Su trabajo más conocido fue una túnica de coro que confeccionó para la catedral de Roskilde. Según Magnus, Gunnhildr fue la fundadora del convento de Gudhem a mediados del siglo XI. En realidad, este convento fue fundado exactamente cien años más tarde (en 1152). La leyenda del convento podría haber surgido porque ella y sus mujeres vivieron una vida religiosa aislada confeccionando túnicas de iglesia en sus propiedades, una de las cuales podría haber sido Gudhem. La tradición dice que Gunnhildr falleció allí, donde "demostró mucha virtud" después de su divorcio, y fue enterrada bajo una lápida moldeada a su semejanza.
Se desconocen los años de su nacimiento y de su muerte, pero Gunnhildr sobrevivió a su primer marido (murió c. 1050) y vivió durante el reinado del rey Emund el Viejo (c. 1050 - c. 1060). Por lo tanto, ella falleció en el año 1060 o después.